# 間ノ瀬インターチェンジ
間ノ瀬インターチェンジ（まのせインターチェンジ）とは、長崎バイパス中にあるインターチェンジである。
川平IC方向にしか出入口がなく諫早市方面からは利用できない。また、接続する県道を使うことにより、長崎市北部・西彼杵地区と東長崎地区を最短で結ぶことができる。料金所はない。本線とランプウェイとの分岐・合流地点付近に八峰口バスストップが設置されている。

## 接続する道路
- 長崎県道45号東長崎長与線

## 周辺
- 長崎市北部
- 長与町

## 隣
E96 長崎バイパス
(11-1) 古賀市布IC - (11-2) 間ノ瀬IC  - 八峰口BS - (11-3) 川平IC